# Восточная (река)
Восточная — река на востоке острова Сахалин. Длина реки — 15 км. Площадь водосборного бассейна — 48 км².
Начинается на восточном склоне горы Богучар, течёт на юго-восток. Правобережье реки залесено. Впадает в бухту Глена залива Терпения Охотского моря на территории посёлка Восточный. Протекает по территории Макаровского городского округа Сахалинской области. Ширина реки вблизи устья — 15 метров, глубина — 1,2 метра.
Основные притоки — Рудня (пр), Средняя (лв), Ссора (пр).

## Данные водного реестра
По данным государственного водного реестра России относится к Амурскому бассейновому округу.
Код объекта в государственном водном реестре — 20050000212118300005284.